# Impessoal
Em gramática, impessoal refere-se a uma classe que lida com construções verbais onde o sujeito é genérico ou não é específico ou mencionado. Essa categoria gramatical, por vezes sendo classificada como gênero gramatical ou "zero pessoa", pode ser encontrada tanto no sumério quanto nas línguas eslavas, embora os mecanismos e formas exatas possam diferir entre essas línguas. É também possível encontrá-la noutros idiomas, como no pronome inglês one.
O sumério, uma língua isolada antiga da Mesopotâmia, tem algumas características que podem ser consideradas impessoais, como o uso de verbos com sujeito indeterminado, visto em construções que não indicam claramente quem está realizando a ação, e certos afixos verbais, indicando ações impessoais, onde a ação é mais importante do que quem a realiza.
Nas línguas eslavas, a impessoalidade é geralmente expressa através de várias construções específicas, como verbos impessoais, que não exigem um sujeito definido. Em russo, por exemplo, verbos como "снег идёт" (neve está caindo) são impessoais. O uso do caso genitivo com negação, em que o sujeito ou objeto de uma frase negativa pode ser colocado no caso genitivo, pode transmitir uma sensação de impessoalidade ou indefinição. Construções com particípios passivos e infinitivos, especialmente em russo e o polonês, podem ser usadas de forma impessoal. Por exemplo, "мне холодно" (estou com frio) onde "холодно" é um advérbio impessoal. Verbos reflexivos também pode criar uma construção impessoal. Por exemplo, em tcheco, "tancuje se zde" (dança-se aqui) usa um verbo reflexivo para criar uma estrutura impessoal.